# 골뱅이무침
골뱅이 무침은 골뱅이와 채소를 주재료로 하는 안주이다. 일반적으로 맥주나 소주와 잘 어울리는 술안주이며, 고추장이 주가 된 양념장과 함께 먹는다. 또한 소면과 함께 곁들여 식사를 대신하기도 한다.

## 사진

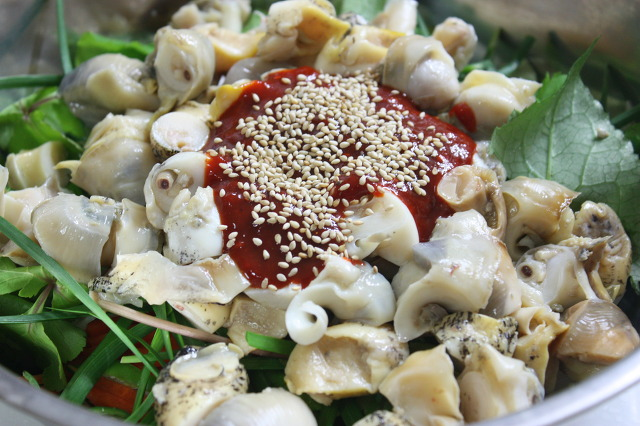
골뱅이무침 준비
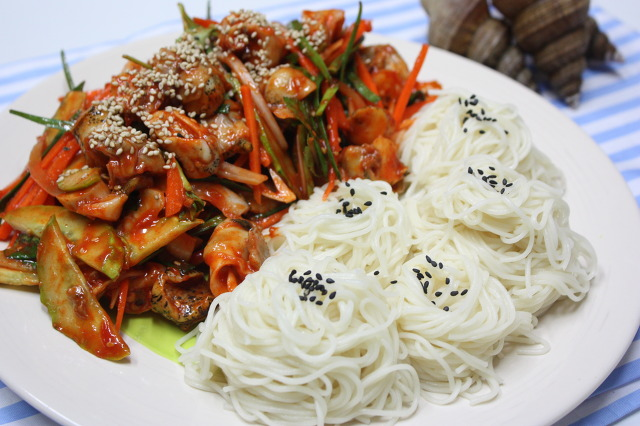
골뱅이무침과 소면
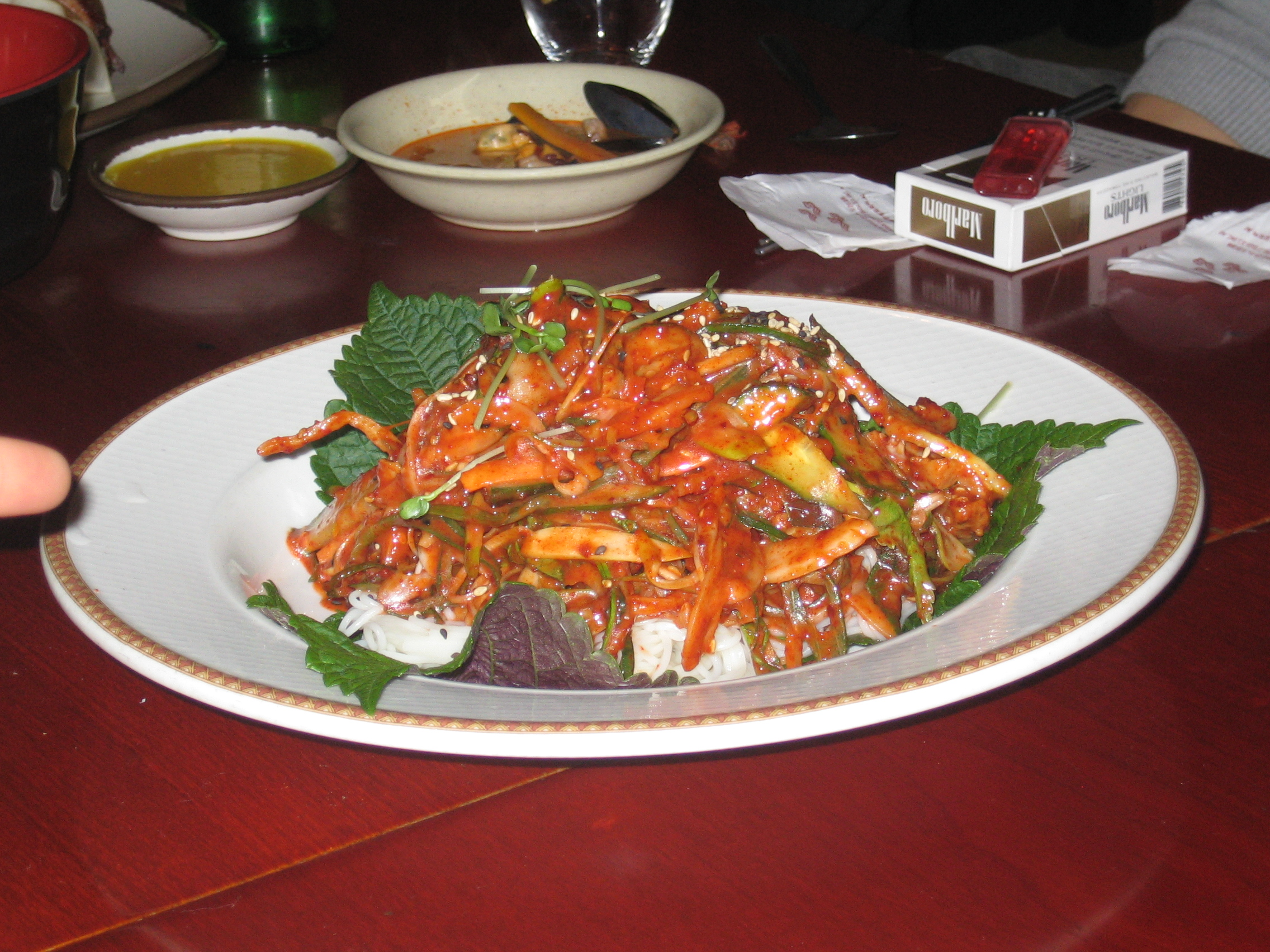
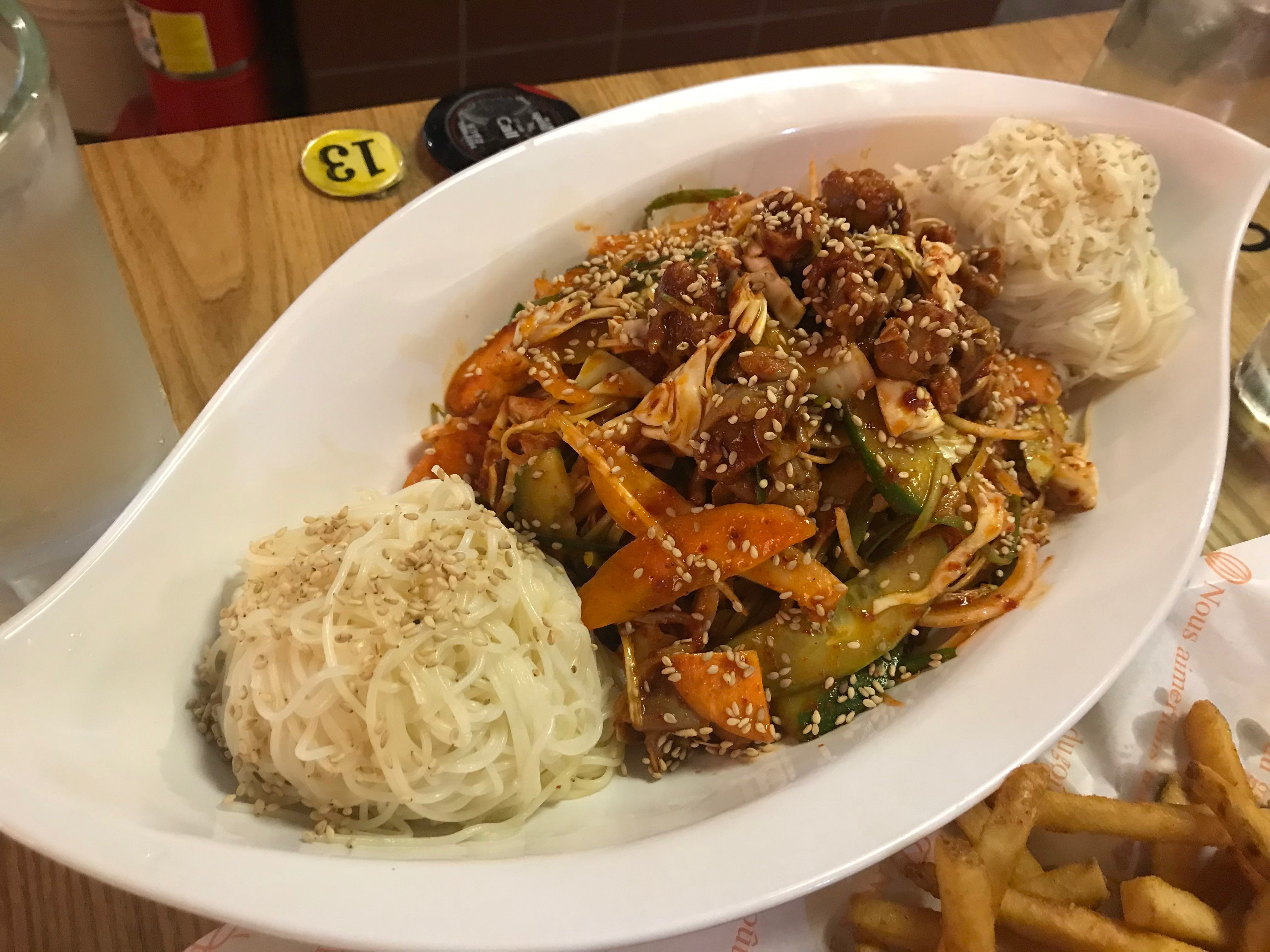

## 같이 보기
- 샐러드 목록